# 沃利尼亞省
沃利尼亞省（羅馬化：Volynskaya guberniya，羅馬化：Volynska huberniia），至1795年稱為伊賈斯拉夫省（羅馬化：Izyaslavskaya guberniya，羅馬化：Zaslavska Huberniia），是俄羅斯帝國的一個省，範圍大致包括烏克蘭西北部的日托米爾州、羅夫諾州和沃倫州，以及赫梅利尼茨基州北部。面積71,371平方公里，1897年人口2,989,482人。首府日托米爾（1804-1925年；1795年前為伊賈斯拉夫、1795-1804年為沃倫斯基新城）。
1792年建省。1925年被撤銷。